# ファーストクラス

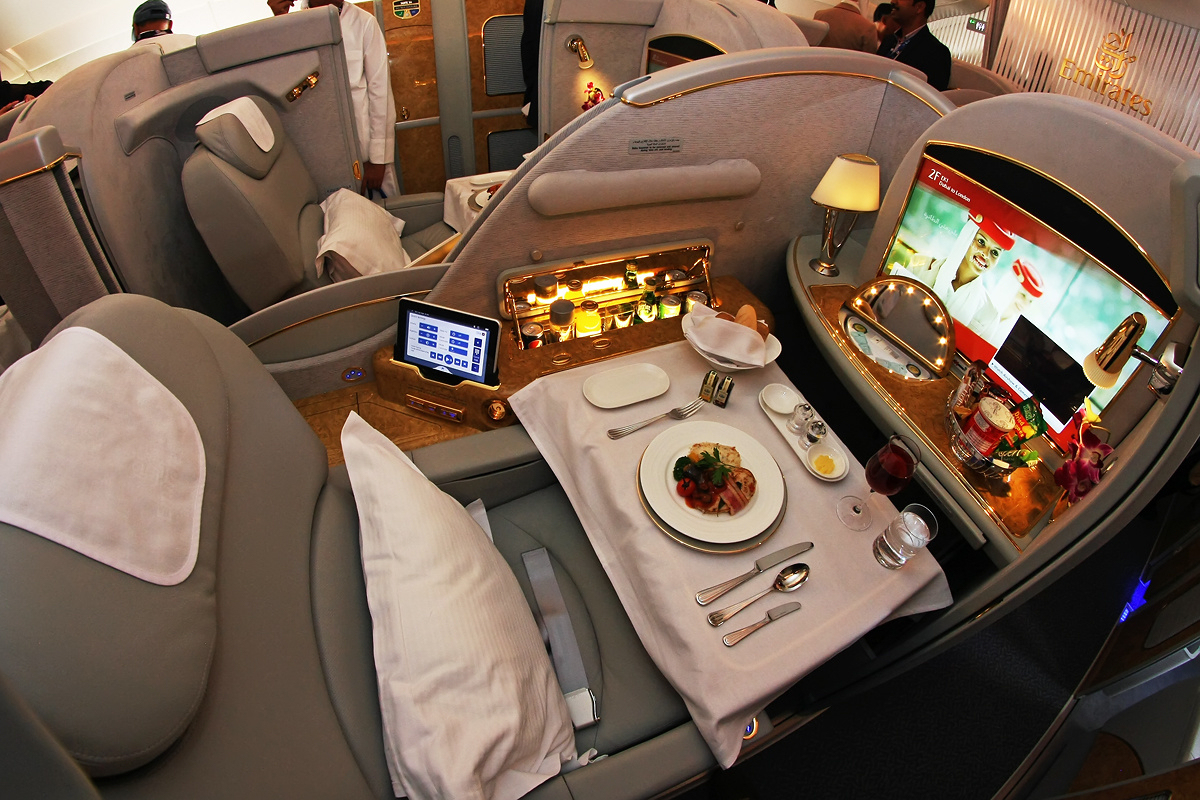
ファーストクラス座席（エアバスA380）

ファーストクラス（英: first class）とは、旅客機の最上級客席のことである。

## 概要

### 由来

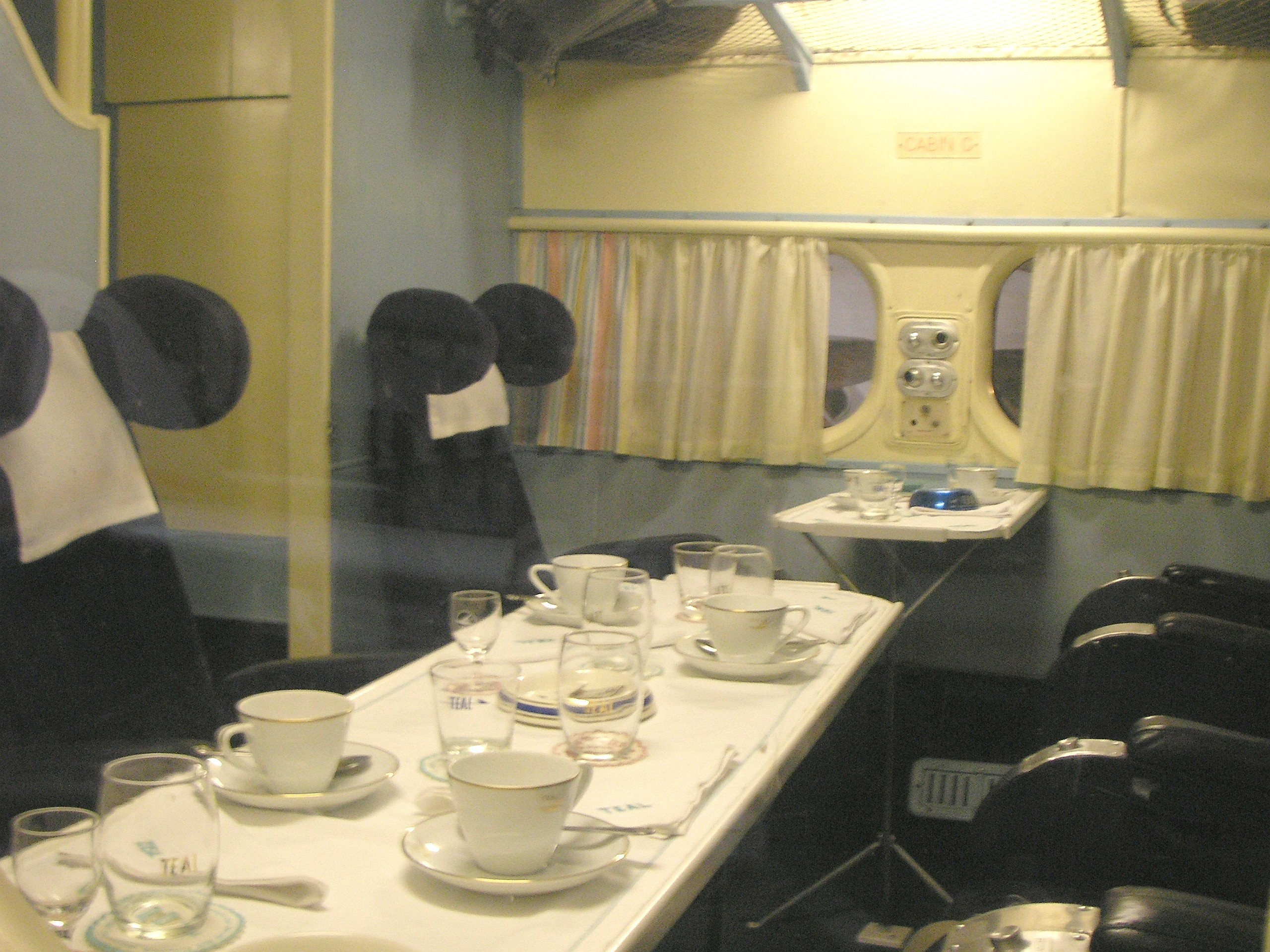
タスマニアン・エンパイア航空のショート ソレント飛行艇の機内（1940年代）

多くの航空用語の例と同じく、元は客船で使われていた用語で、同じく最上級客室のことを指していた。世界の鉄道においても、ファーストクラスカー（一等車）、セカンドクラスカー（二等車）、サードクラスカー（三等車）と分けられていた。日本の旧日本国有鉄道では、1960年まで3等級制、その後1969年まで2等級制を採っていた。現在、主要な国の鉄道では、2等級制が多い。
航空においては、1920年代以降に旅客機による旅行が本格化し、旅客機の収容人数が増えて機内客室がクラス分けされた際に、この名がつけられた。基本的により広い床占有面積を持つシートの提供と、より充実したサービスの提供が行われる。
1950年代前後からのダグラス DC-4Bやブリストル・ブリタニアなどの近代的大型機材の本格導入により、搭乗客数が30人以上となった。これに伴って、ファーストクラスに代表される航空機における複数の座席クラスの提供が本格化した。
また、1940年代までのように単一クラスの提供であった時代は、短距離ならば現在におけるビジネスクラスと同じレベルのサービスと食事が、遠距離ならば、当時航空運賃が非常に高いことも相まって現在のファーストクラスとほぼ同じレベルのサービスが提供されていた。1954年に日本航空が開始した東京-サンフランシスコの定期路線は、21座席全てがファーストクラスとして設定されていた。

### 変遷
以前は、機内に専用のラウンジを設けたりする一方、座席そのものはエコノミークラスを単に大型化しフットレストを追加した程度のものであった。時代が下るにつれ、座席のリクライニング角度をより深く、占有スペースの大型化やシートピッチの拡大も進められた。1996年には、全日本空輸やエールフランス航空が床面に対して完全に平行になるフルフラットシートを登場させ、間もなくブリティッシュ・エアウェイズにより隣席の無いソロ配置のシートが導入され、次第に1-2-1の横4席配列が主流になった。近年では、競争激化と技術の更新を背景に、競合の多い路線ではほぼ5年-10年程度で新型座席に変更されており、天井までの仕切りと扉を備えた個室型の座席の導入も進んでいる上、日本航空のA350-1000のように、ごく一部の航空会社では1-1-1の横3席配列を導入するケースも登場した。
近年では、ビジネスクラスの競争によるハード・ソフト両面のサービスの向上と、顧客企業の出張コスト削減によるファーストクラスの利用客の減少などにより、ビジネスクラスのサービスの向上と同時にファーストクラスを廃止したり、設定路線を縮小する航空会社も増えている。また、ヴァージン・アトランティック航空のように、「ファーストクラス並みのサービス内容を持つビジネスクラスを提供する」という主張から、はじめからファーストクラスを設定しない航空会社もある。さらに、ファーストクラスを残す選択肢を選んだ会社も、ビジネスクラスの設置スペース拡張やビジネスクラス以上の豪華な仕様にした事もあり、ファーストクラスの座席数は少なめとなる場合が多く、全日本空輸がホノルル行き専用に運用しているエアバスA380では、総2階建てであるがファーストクラスの設定は8名のみと、500人オーバーの定員を鑑みるとかなり少ない設定となっている。
なお、ビジネスクラスやエコノミークラス普通運賃を頻繁に利用する収益性が高い乗客に対しては、マイレージサービスの特典などとして、ファーストクラスの座席を提供する航空会社もある。

### 域内国際線や国内線の場合

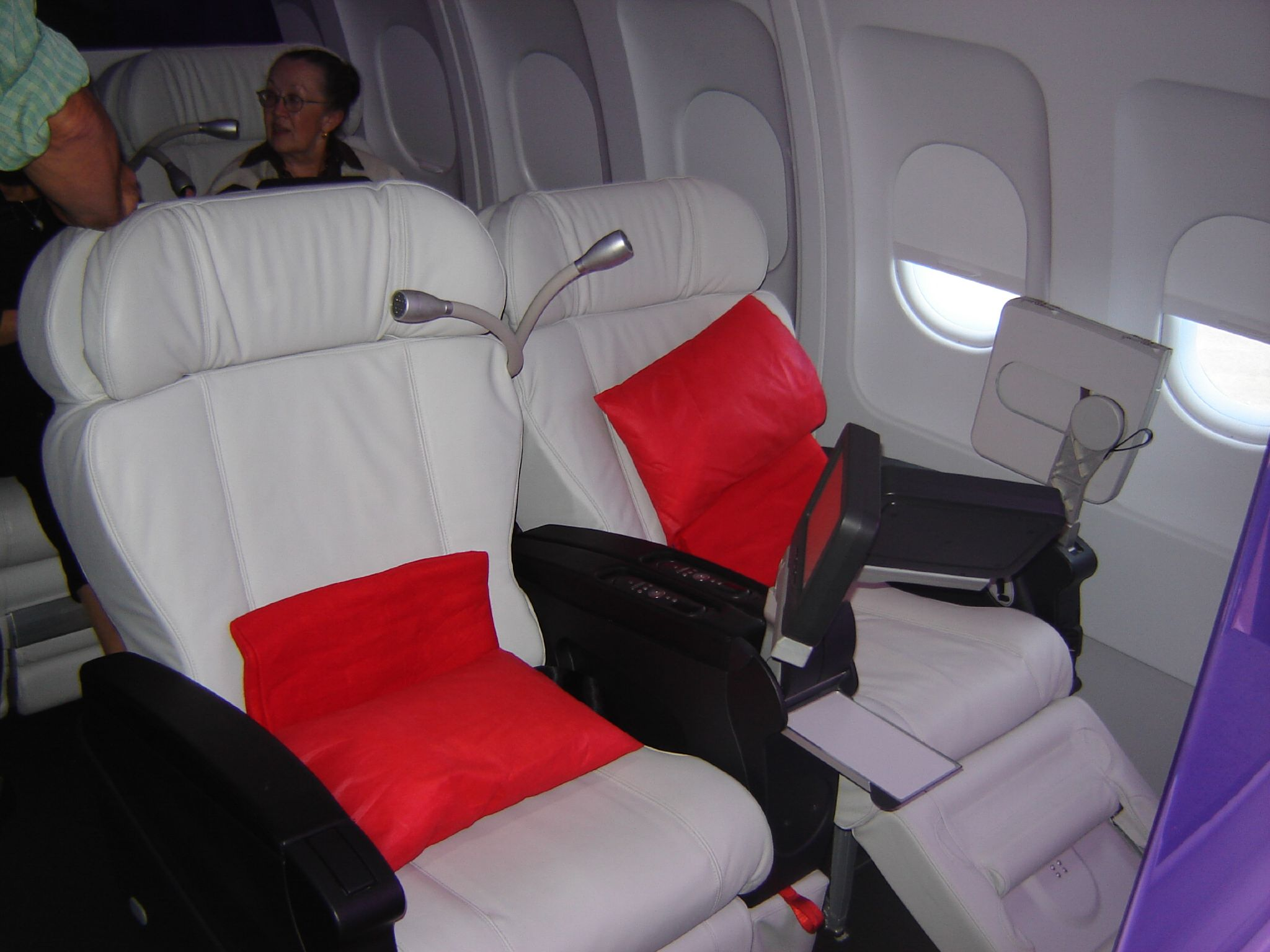
ヴァージン・アメリカ航空の国内線機材のファーストクラス

区域内の短距離国際線や国内線の上級客室を「ファーストクラス」という名称で提供している航空会社も多いが、飛行時間が短い事から、シートの大きさやサービス内容が中長距離国際線のビジネスクラスと同程度という場合も多い。
例として、ヴァージン・アトランティック航空系列のヴァージン・アメリカ（2018年4月にアラスカ航空と統合して消滅）も、アメリカ国内線に(親会社の長距離国際線では設置していない)ファーストクラスを設定しており、無料の機内食や130センチを超える前後幅の本革シート、無償の預かり手荷物などのサービスを提供しているが、この座席間隔の数値は親会社のビジネスクラス「アッパークラス」の中距離線のそれに近い。
一方の欧州では域内短距離国際線や国内線でも上級客室が「ファーストクラス」でなく「ビジネスクラス」としている場合が多い。また、この場合「ビジネスクラス」の座席はエコノミークラスのそれと比べて座席間隔が広い程度の違いしかなく、更に3列座席の真ん中の座席を封鎖することで2列座席として使用するなど、座席の機能を利用して簡易的な差異に留める場合が殆どである。
日本において、日本航空が日本国内の8路線（東京/羽田 - 大阪/伊丹線、札幌/新千歳線、福岡線、沖縄/那覇線、広島線、石垣線、大阪/伊丹 - 沖縄/那覇線）に導入している「国内線ファーストクラス」は、日本航空の国内線クラスの3クラスで最上級である。(ただし、羽田-石垣線は期間限定運行)専用カウンターや専用保安検査場、空港ラウンジや預かり手荷物の重量制限の割増、有名レストランや料亭と提携した機内食が提供されるほか、日本の航空会社の国内線として最大の130センチを超える前後幅を持つ本革シートを装備している。2011年よりJRで採用が始まっている「グランクラス」においても、類似したコンセプトの大型シートが導入されている。いずれも、国内線の従来の上級シート（スーパーシートやグリーン車など）より優れるものの、やはり国際線で言えば米国国内線などと同じく中短距離用ビジネスクラスの座席に近いものである。なお、かつてのスーパーシートでは、座席の予約コードが「F」となっている場合があり、旧日本エアシステムが合併まで導入していた3クラス制でも、スーパーシートが最上級客室として扱われていた。
パーソナルテレビは、短距離路線では設置していない会社が多い。

### 運賃・利用客層
主に国際線の旅客機に設定されており、基本的に、日本 - 東南アジア往復で30万 - 100万円、ヨーロッパ、北部アフリカ方面あるいは北米往復で100万円 - 280万円前後、南米や南部アフリカ方面往復で120万円 - 380万円前後と、エコノミークラスの数倍から20倍程度、ビジネスクラスの2倍から5倍程度の運賃を徴収する。
日本での利用客層は天皇・皇后以外の内廷皇族と各宮家、閣僚、衆議院議員・参議院議員、大手企業の役員、会社経営者、宗教指導者、芸能人、プロスポーツ選手と言った人々が大半であり、欧米諸国であれば「ジェット族」と呼ばれるビジネスジェットを保有するセレブリティが主である。コラムニストの尾藤克之は航空会社を退職した元CAが間違ったファーストクラス像をつくり出していると指摘した。

## 基本サービス
（航空会社、路線により異なる）

### 地上
- マイレージポイントの割増
- 空港からホテルなどへの無料送迎

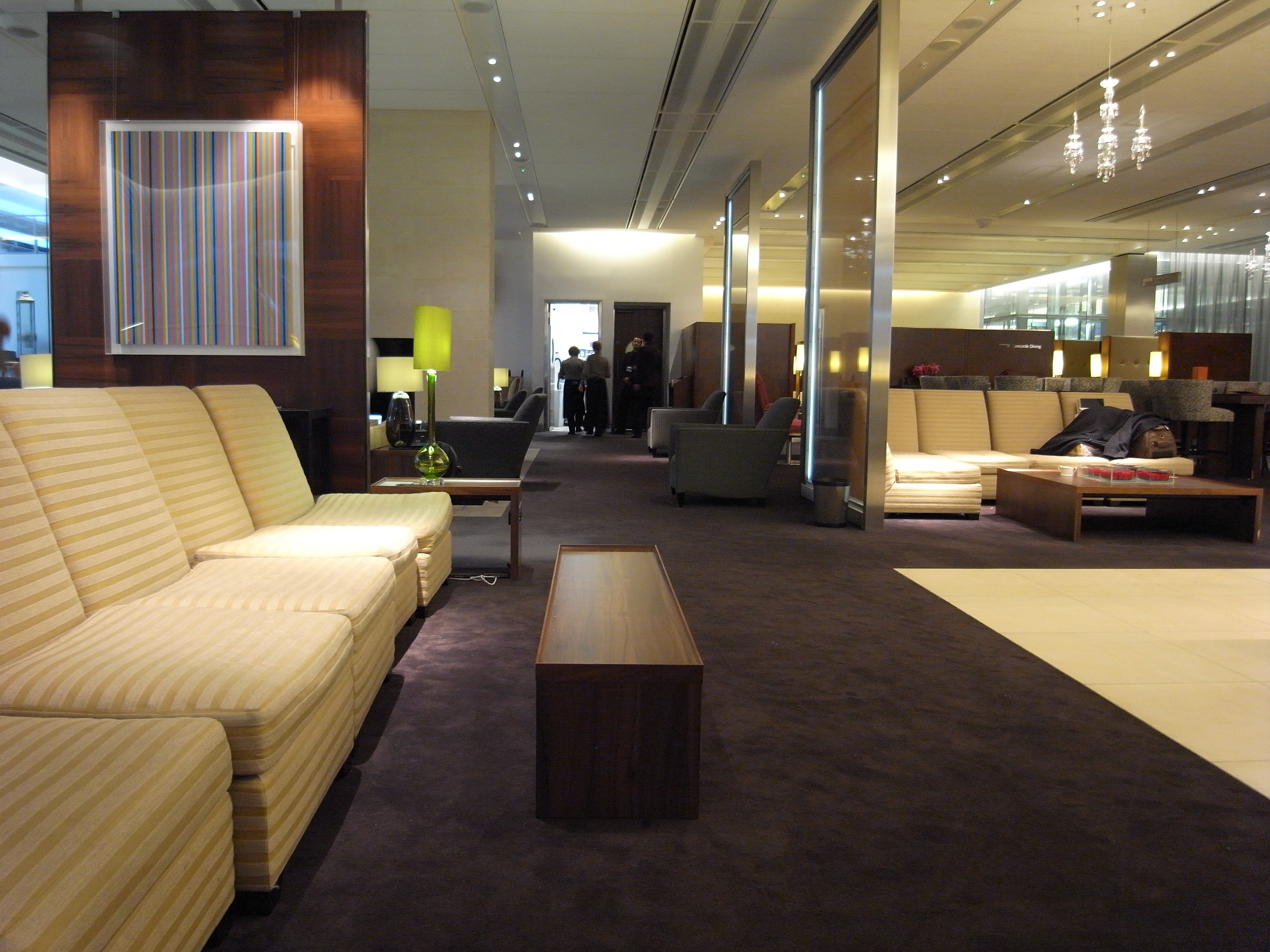
ブリティッシュエアウェイズのファーストクラス専用空港ラウンジ『コンコルド・ルーム』（ヒースロー空港）

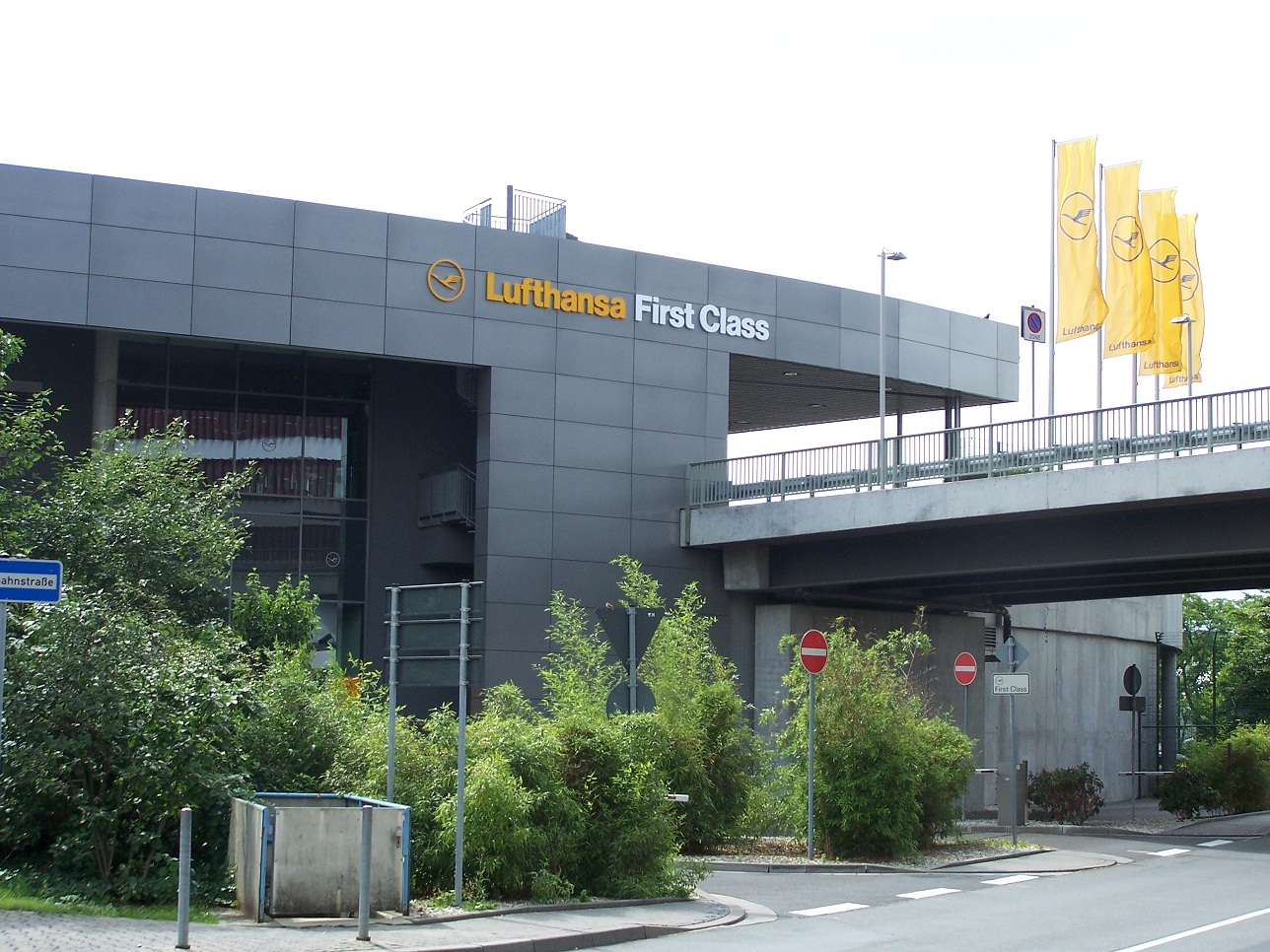
フランクフルト空港にある、ルフトハンザドイツ航空のファーストクラス専用ターミナル

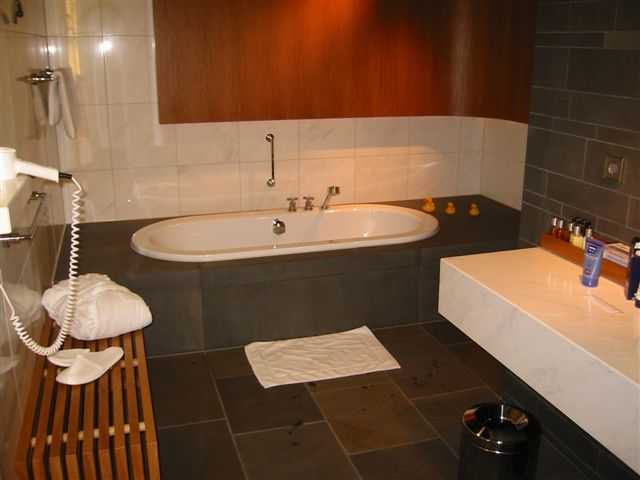
ルフトハンザドイツ航空のファーストクラスラウンジ内のバスルーム（フランクフルト空港）

  - 多くの航空会社は、空港と都心部の間のハイヤーによる無償送迎を提供している。
- 事前の座席指定
- 専用チェックインカウンターの使用
- 専用出入国審査場あるいは優先通関レーンの使用
- チェックインカウンター手続時間締切の優遇
- 受託手荷物の重量制限緩和
- 到着時に優先で受託手荷物を受け取れる荷札
- 出発地・到着地空港の専用空港ラウンジの使用
  - 原則的に空港ラウンジ内部では飲食無料の場合がほとんど。ファーストクラス専用ターミナルビルを用意するケースも。ルフトハンザ航空ファーストクラス専用ターミナルビル、カタール航空プレミアム・ターミナル等
- 専用ラウンジ内のビジネスセンターやバスルームの無償提供。
  - タイ国際航空、エミレーツ航空などのようにマッサージサービスを無償で提供する航空会社もある
- 機内への最優先搭乗および到着地での最優先降機
- 到着時のゲートまでのカートによる出迎え

航空会社によって多種多様なサービスが用意されるが、空港内での待ち時間を充実、もしくは短縮するサービスを提供する航空会社が多い。

### 機内

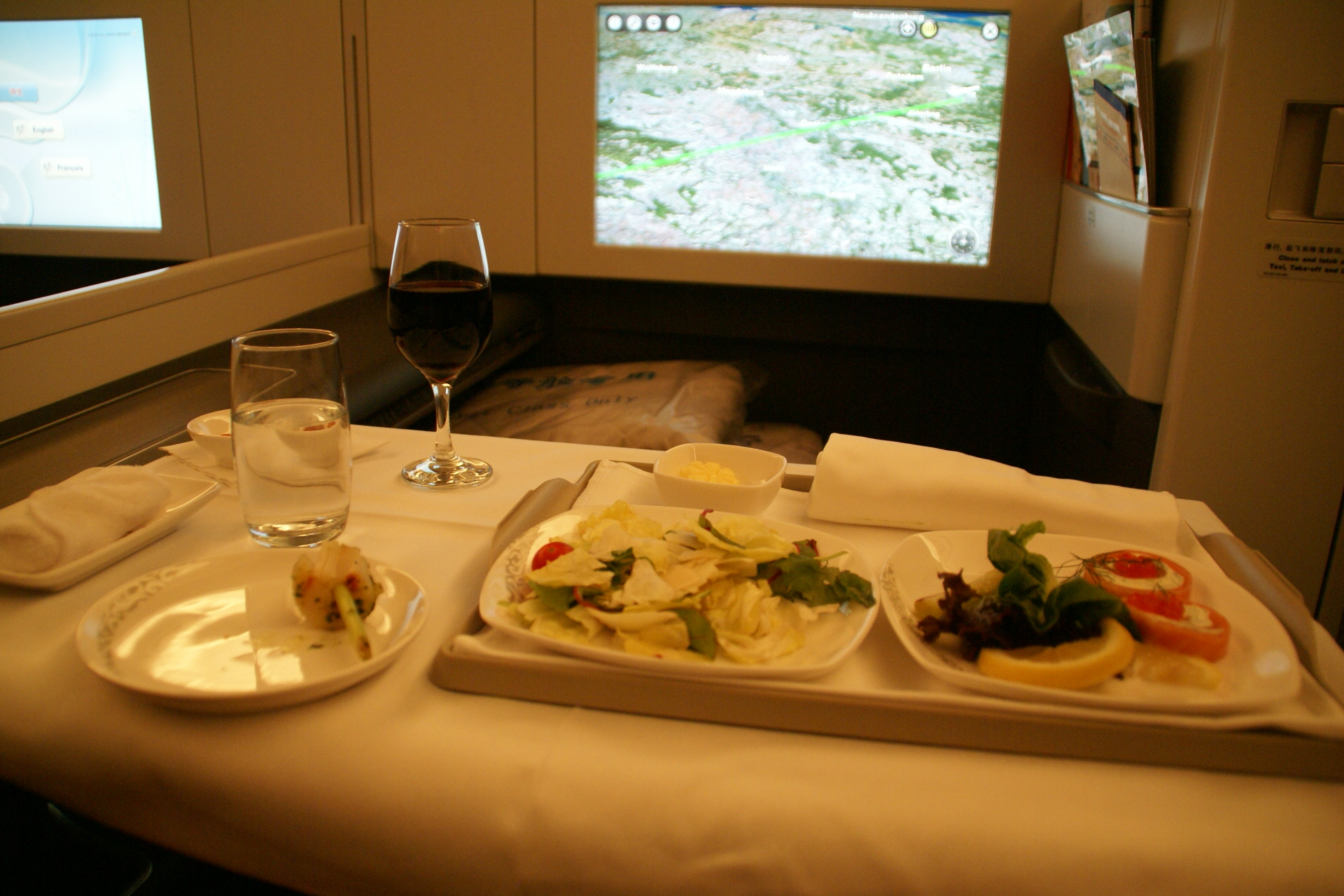
中国国際航空のファーストクラスの機内食

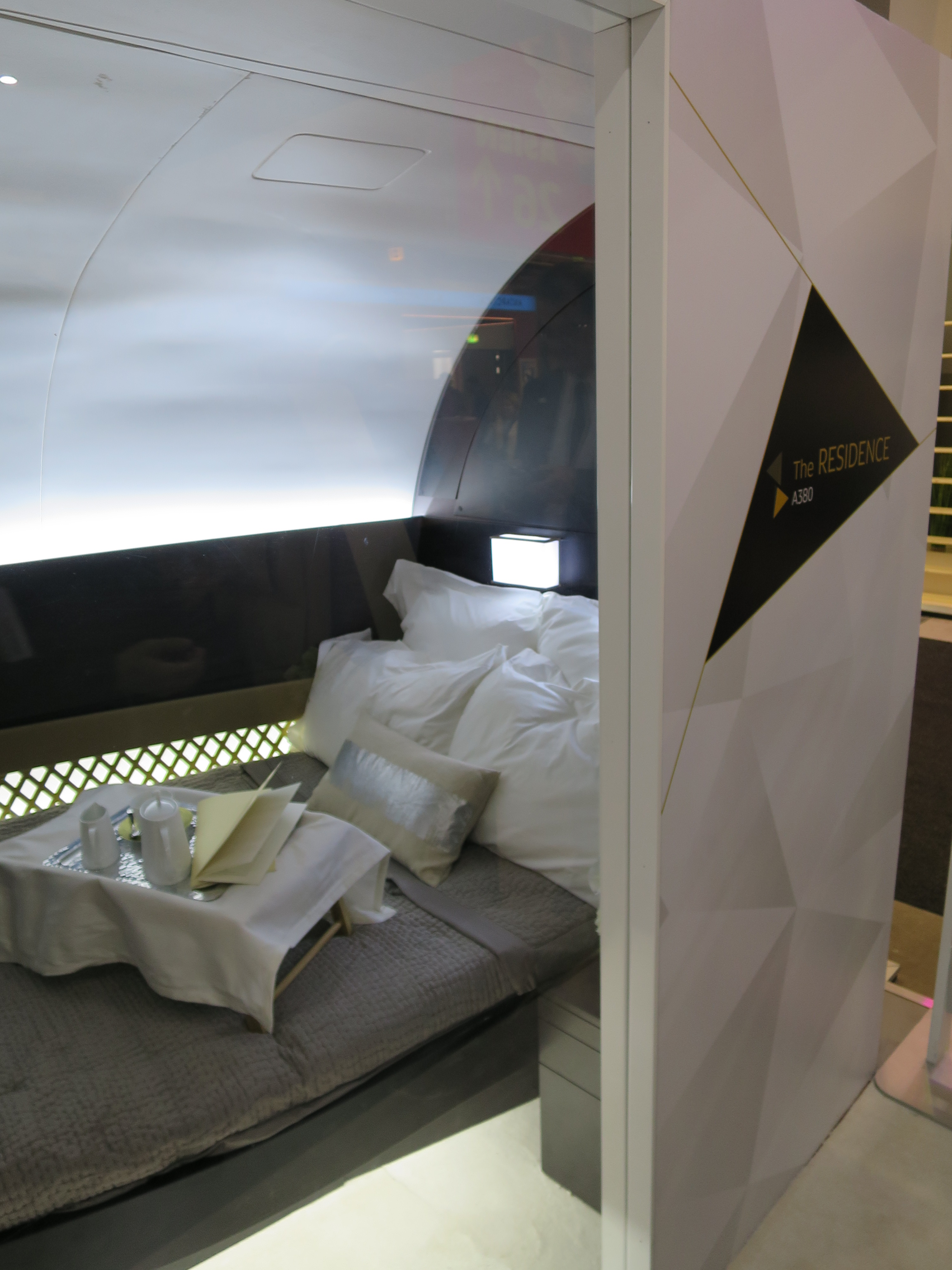
エティハド航空 エアバスA380に設けられているファースト・クラスの「レジデンス」。ベッドルームが座席とは別に用意されている。

ビジネスクラス利用の顧客に対する優遇サービス的な側面も持つため、ビジネスクラスのサービスの個々の質を更に上げたものを提供しているケースが多い。
- 機体前部に設けられた専用コンパートメント
- 150 - 210センチメートルのピッチを持ち、床に対し水平（フルフラット）になる専用リクライニングシート。エティハド航空 エアバスA380の「レジデンス」では座席の他に専用のベッドが別に設けられている。
- 床下も専用のカーペットが使用される。
- 羽毛布団や座席の凹凸を少なくする就寝用のシーツ、ナイトガウンの貸与
- 有名化粧品ブランドの特別に選ばれたアメニティセット
- 15 - 23インチのサイズを持つパーソナルTV、内部プログラムのうち、映画や音楽は好きな時間に進めたり巻き戻しも可能
- 専門の訓練を受けた客室乗務員によるサービス（客室乗務員1人当たりの乗客担当人数の数が少ない）
- アラカルトで選べる機内食。高級ワインやシャンパンなどの酒の提供。一部の航空会社では数十種類のラインナップがある専用のメニューから好きな物を事前にリクエスト出来るケースも有る。
  - 機内食は料理協会や高級ホテルの料理人を監修として招いている事が多い。
  - 日米などの国内線では、普通席並びに中間クラスでは提供されない、機内食ならびにシャンパンなどのアルコール飲料が無料で提供される。
- 専用の機内トイレ。エミレーツ航空とエティハド航空のA380型機には専用の機内トイレ内に専用のシャワーブースが有る。
- シートピッチ、モニターの一例
  - 中国国際航空「ファーストクラス」シート（全路線）が、150 cm/モニター9インチ[3]
  - ユナイテッド航空「ユナイテッド・ファースト・スイート」シート（長距離路線）が、1927nbsp;cm/モニター19インチ[4]
  - カタール航空「ファーストクラス」シート（長距離路線）が、200 cm/モニター15インチ[5]
  - シンガポール航空「シンガポール航空スイート」シート（長距離路線、エアバスA380型機）が、205 cm/モニター23インチ[6]
  - スイス インターナショナル エアラインズ「ファースト・クラス」シート（長距離路線）が211 cm/モニター19インチ[7]
  - 日本航空「JALスイート」シート（長距離路線）が、211 cm/モニター19インチ[8]

日本航空やカタール航空、エールフランスなどのファーストクラスは、シートと通路の間に胸の高さ程度の仕切りがあり「ソロ仕様」と呼ばれる。また、エミレーツ航空のエアバスA340-500型機、B777型機、A380型機や、シンガポール航空のA380型機やエティハド航空などの一部の航空会社のファーストクラスは、シートと通路の間に扉と身長程度の仕切りがあり、個室に近い空間である。

## ファーストクラスが設定されている航空会社（目安）
- （路線によっては設定していない）
- （以下に示すのは国際線のみ）
- 記号なし：全機にファーストクラスあり
- ★：一部機体のみファーストクラスあり

アジア
 日本航空（JAL）
「JAL ファーストクラス」
（A350-1000, B777-300ER）
 全日本空輸（ANA）
「ファーストクラス」
（A380-800, B777-300ER）
 大韓航空（KAL）
「コスモ・スイート 2.0」
（B747-8I, ★B777-300ER）
「コスモ・スイート」
（A380-800, ★B777-300ER）
 スターラックス航空(SJX) 
「ファーストクラス」
(A350-900)
 中国国際航空（CCA）
「フォービドゥン・パビリオン・ファーストクラス」
（B747-400, B747-8I, ★B777-300ER）
 中国東方航空（CES）
「ファーストクラス」
（A350-900, B777-300ER, B787-9）
 中国南方航空（CSN）
「ファーストクラス」
（★B777-300ER）
 厦門航空（CXA）
「ファーストクラス」
（B787-8）
 上海航空（CSH）
「ファーストクラス」
（B787-9）
 キャセイパシフィック航空（CPA）
「ファーストクラス」
（★B777-300ER）
 シンガポール航空（SIA）
「スイートクラス」
（A380-800）
「ファーストクラス」
（B777-300ER）
 ガルーダ・インドネシア航空（GIA）
「ファーストクラス」
（★B777-300ER）
 タイ国際航空（THA）
「ロイヤル・ファーストクラス」
（★B777-300ER）
 エア・インディア（AIC）
「マハラジャ・クラス」
（B777-300ER）
中東
 エミレーツ航空（UAE）
「ファーストクラス」
（★A380-800, ★B777-300ER）
 エティハド航空（ETD）
「ダイヤモンド・ファーストクラス」
（★B777-300ER）
「ファースト・アパートメント
＆ザ・レジデンス」
（A380-800）
「ファースト・スイート」
（A321LR, ★B787-9）
 クウェート航空（KAC）
「ファーストクラス」
（B777-300ER）
 オマーン・エア（OMA）
「ファーストクラス」
（★B787-9）
 カタール航空（QTR）
「ファーストクラス」
（A380-800）
 サウディア（SVA）
「ファーストクラス」
（★B777-300ER）
ヨーロッパ
 エールフランス航空（AFR）
「ラ・プルミエール」
（★B777-300ER）
 ブリティッシュ・エアウェイズ（BAW）
「ファーストクラス」
（A380-800, ★B777-200ER, B777-300ER, B787-9, B787-10）
 ルフトハンザドイツ航空（DLH）
「ファーストクラス」
（A340-600, ★A350-900, A380-800, B747-8I）
 スイス国際航空（SWR）
「スイス・ファーストクラス」
（A330-300, A340-300, B777-300ER）
南北アメリカ
 アメリカン航空（AAL）
「フラグシップ・ファースト」
（★B777-300ER）
オセアニア
 カンタス航空（QFA）
「ファーストクラス」
（A380-800）
アフリカ
 TAAGアンゴラ航空（DTA）
「ファーストクラス」
（B777-300ER）

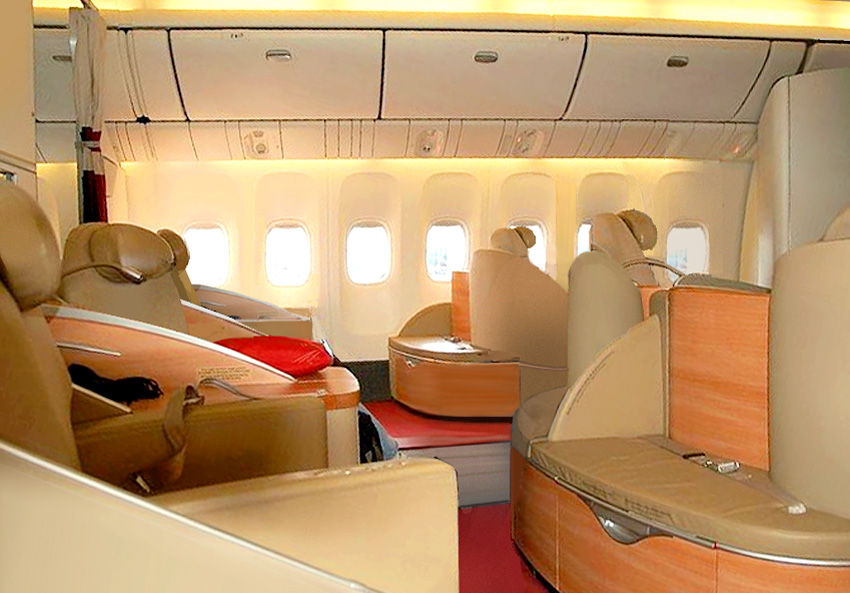
エールフランスの「ラ・プルミエール」
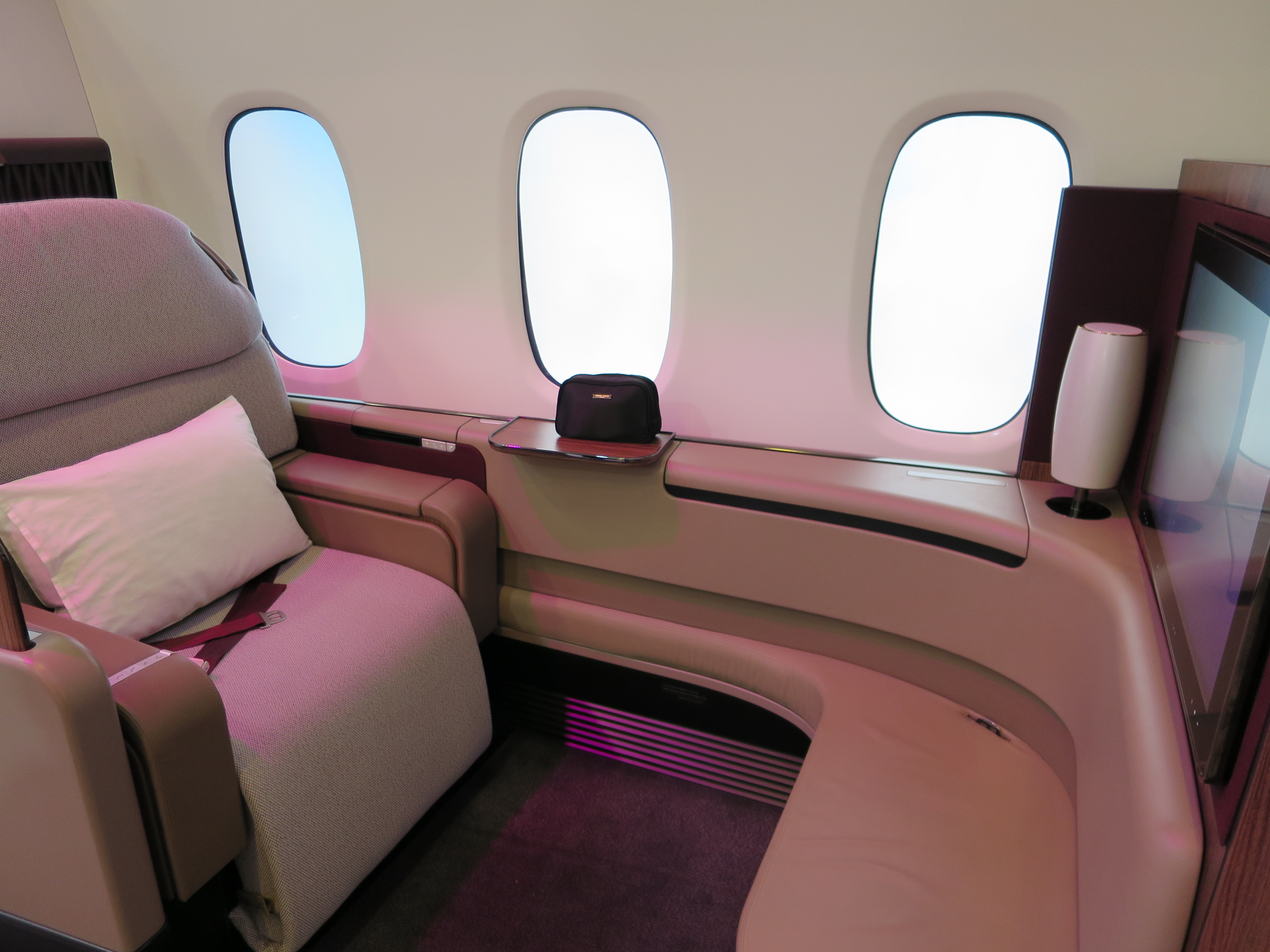
カタール航空のファーストクラス
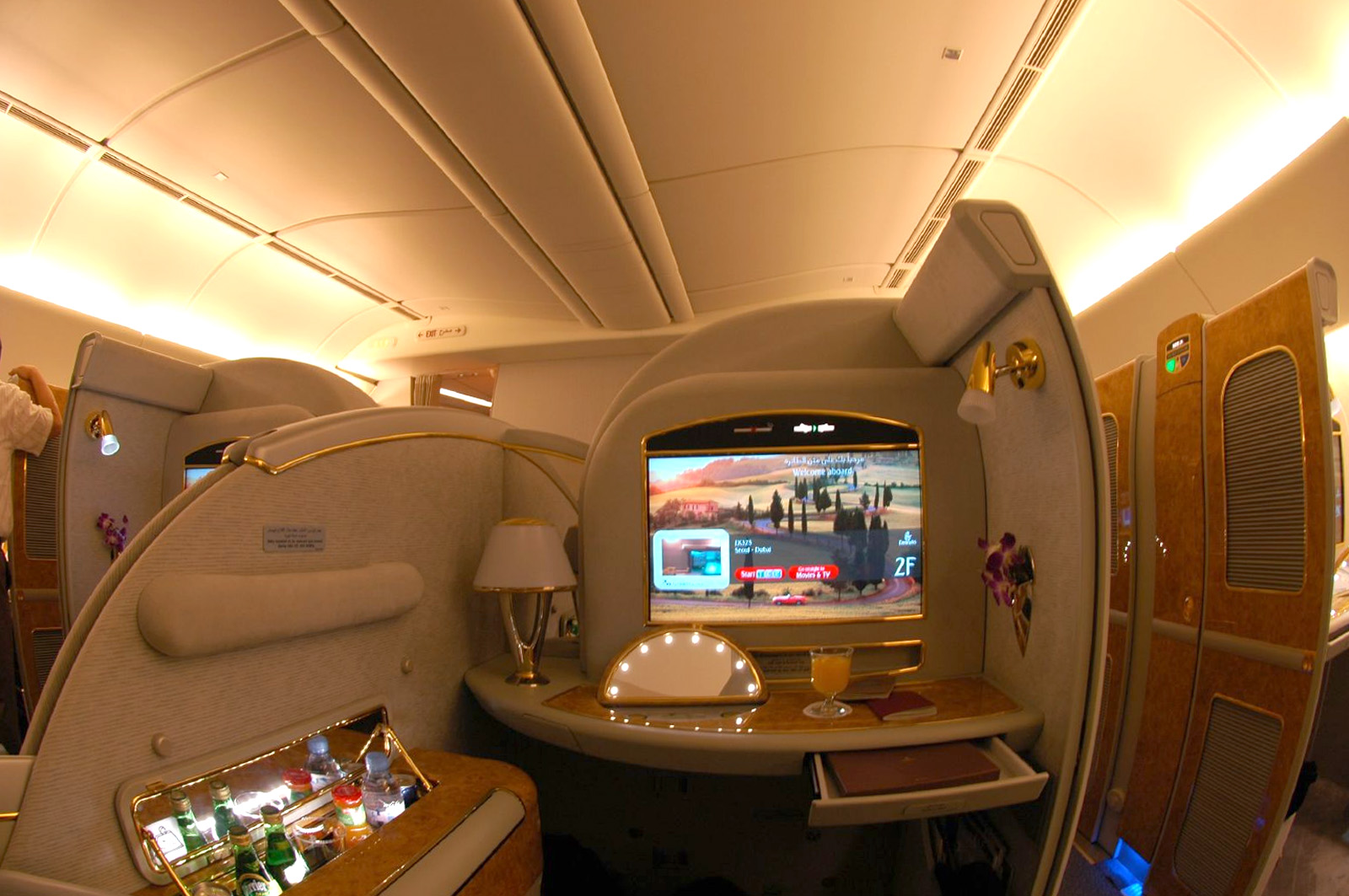
エミレーツ航空の「プライベート・スイート」
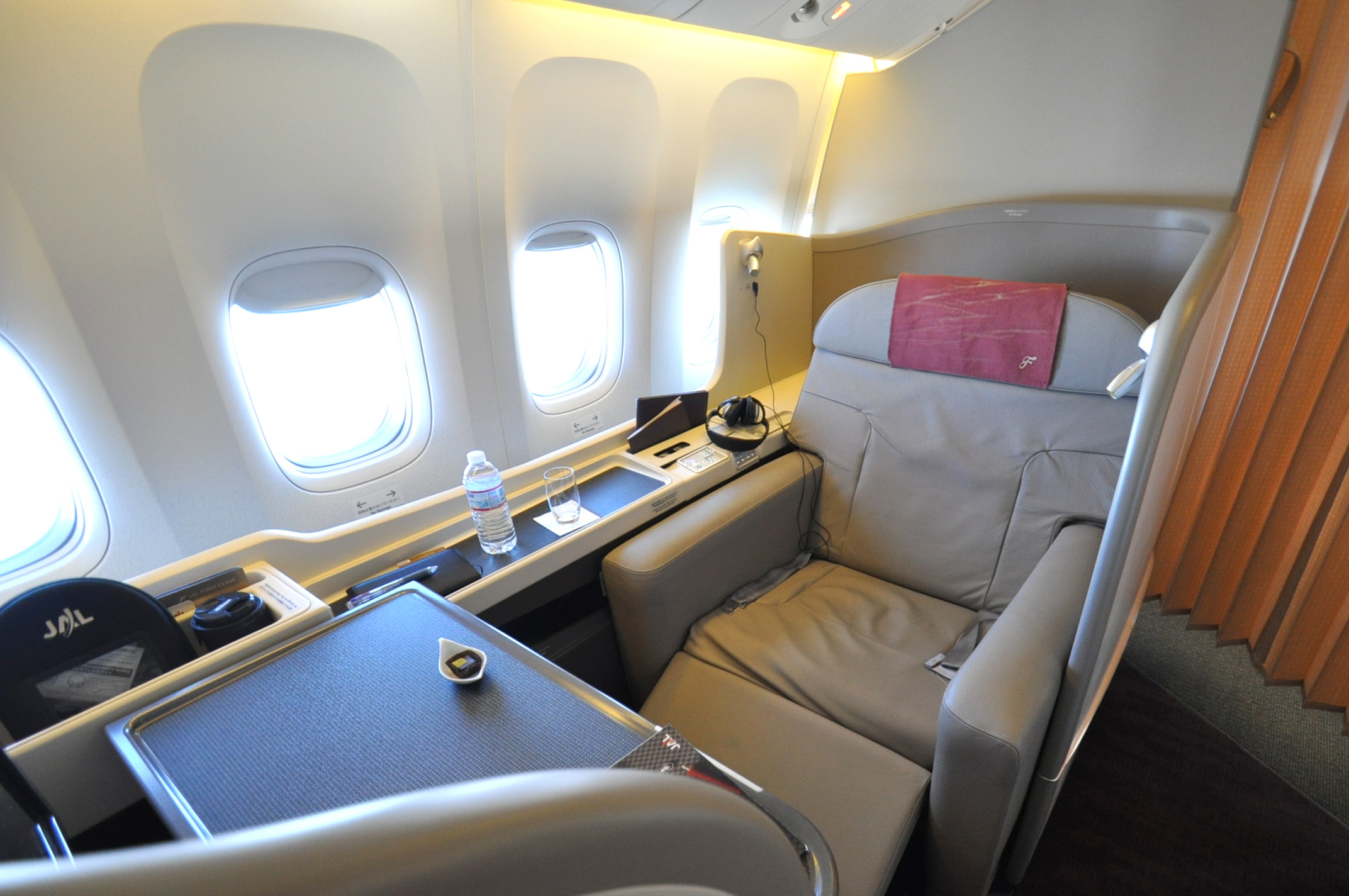
日本航空の「JALファーストクラス」
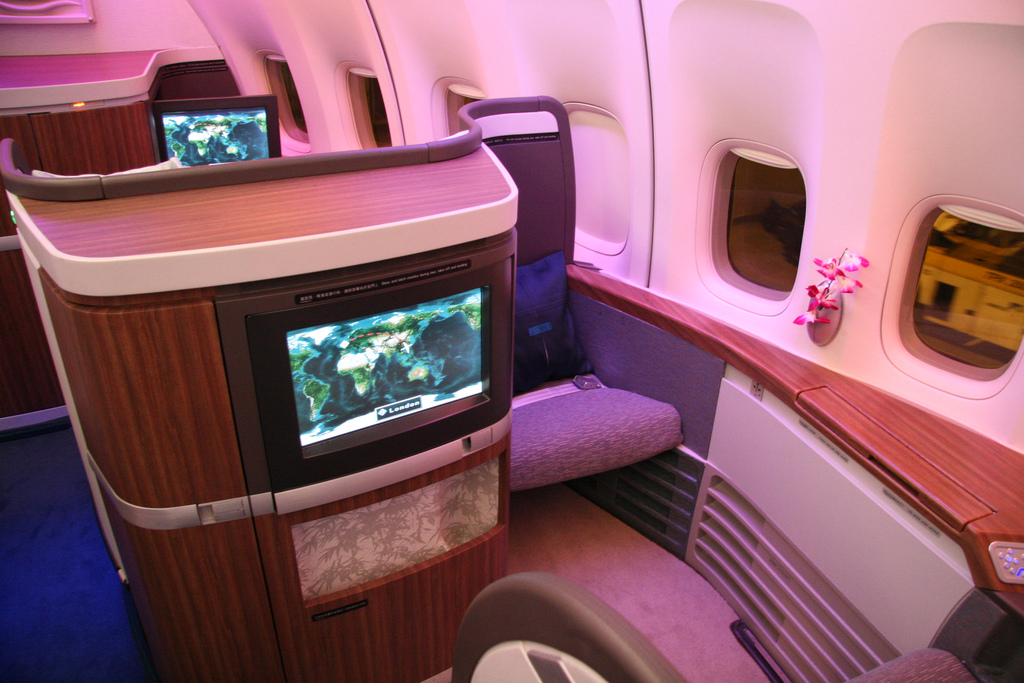
キャセイパシフィック航空のファーストクラス
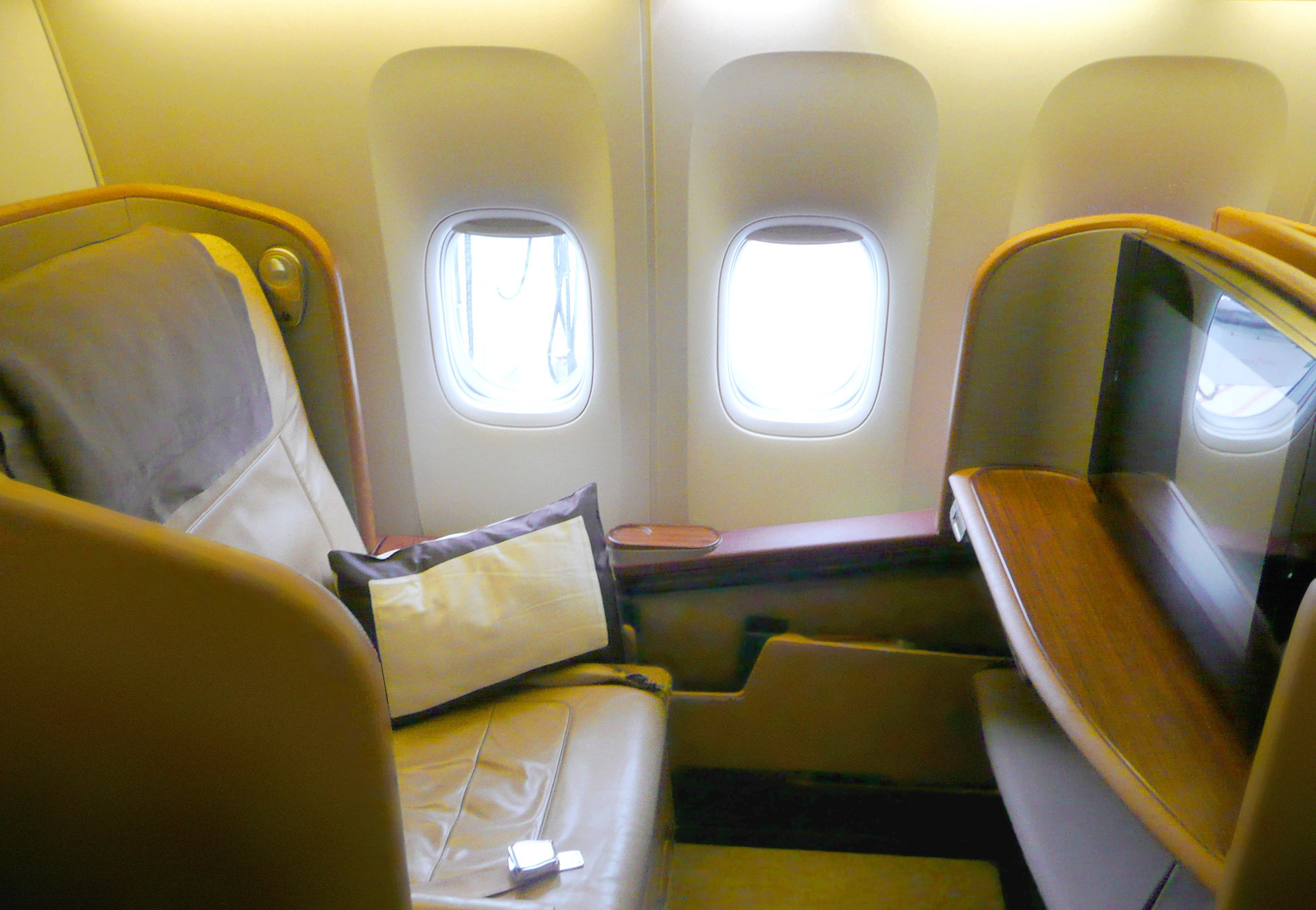
シンガポール航空のファーストクラス （終了済み）